# Salon Kitty

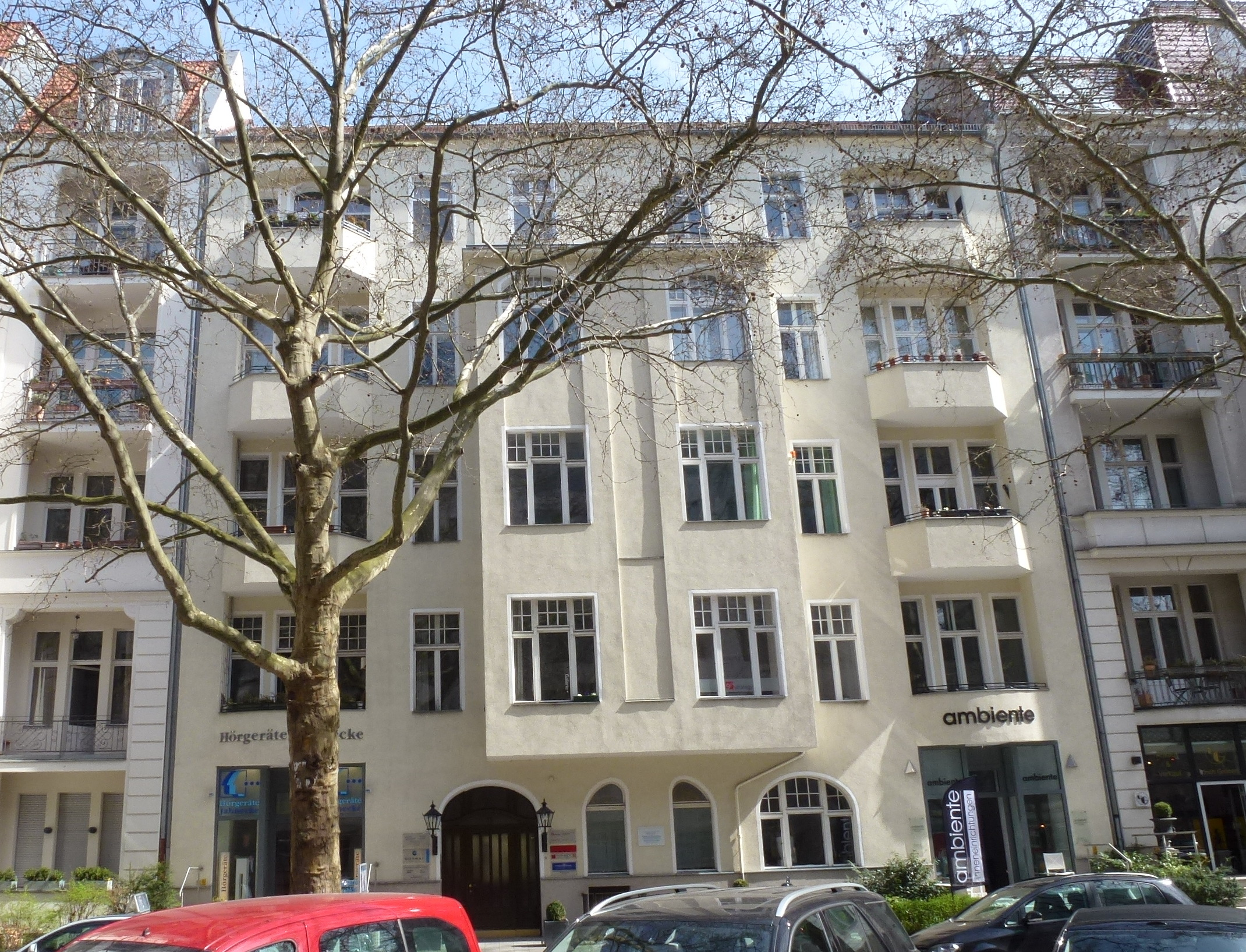
Giesebrechtstrasse 11, Berlin; April 2013

Salon Kitty, även kallad Pension Schmidt, var en bordell i Berlin mellan 1922 och 1945. Bordellen kallades Pension Schmidt fram till 1942, då den bytte namn till Salon Kitty. Den är känd för att ha använts för spionverksamhet av SS, som hade avlyssningsapparater installerade på bordellen. 

## Historik
Det var en så kallad högklassig bordell, och räknade dignitärer, politiker, industrimän och utländska diplomater bland sina kunder.
Salon Kitty grundades och sköttes av Kitty Schmidt (egentligen Katharina Zammit, 1882–1954). Kitty Schmidt var inte nazist, och efter det nazistiska maktövertagandet överförde hon i hemlighet pengar utomlands med syftet att emigrera. När hon själv försökte lämna landet 1939 arresterades hon vid gränsen till Nederländerna och fördes till Gestapo i Berlin, där Walter Schellenberg gav henne valet att sändas till koncentrationsläger eller låta Sicherheitsdienst des Reichsführers SS utnyttja bordellen för spionage. Bordellen användes sedan av SS för att övervaka och avlyssna både inhemska och utländska inflytelserika personer. 
SS lät nyinreda bordellen och installera avlyssningsapparater i varenda rum. Prostituterade anlitades på olika sätt. SS annonserade efter kvinnor med ariskt utseende som var "manstokiga" och som ville arbeta för SS.  Men SS arresterade också redan prostituerade kvinnor som uppfyllde de utseendemässiga kraven, och gav dem sedan valet att antingen arbeta för SS på Salon Kitty eller föras till ett koncentrationsläger (Nazityskland motarbetade officiellt prostitution, och många sexarbetare arresterades och sattes i läger). De fick sedan instruktioner om att känna igen militära uniformer och grader, förhöra kunder på politiska åsikter på ett omärkligt sätt och vidarebefordra allt misstänkt. 
De prostituerade fick betalt, men tycks sällan ha fått lämna byggnaden. De övervakades och avlyssnades dygnet runt men fick inte veta att de blev avlyssnade, utan ombads skriva rapport om vad deras kunder hade sagt efter varje besök. Sepp Dietrich ska vid ett tillfälle ha hyrt tjugo flickor för en fest, och Joseph Goebbels ville se på lesbiska uppvisningar trots att dessa var förbjudna i Nazityskland.
Byggnaden skadades under en bombräd i juli 1942, men stängde inte, utan flyttade bara ned på husets nedersta våning.
Ytterst få vittnesmål finns om verksamheten. Kitty Schmidt själv överlevde kriget men vägrade låta sig intervjuas. 
En dagbok finns bevarad av en av de anställda, Wilhelmina Metzel , som hamnade på bordellen efter att ha blivit arresterad för prostitution på gatan vid tjugo års ålder 1940. Hon beskrev bordellen som en luxuös men tröstlös tillvaro utan framtid och sade om de anställda: "Vi är alla skådespelerskor här". Hon namngav SS-general Sepp Dietrich, Baldur von Schirach, Goebbels och Martin Bormann som kunder och sade att de kunder som var dumma nog att inte själva förstå att de var övervakade fick skylla sig själva; i sin sista anteckning från 1945 beskriver hon hur soldater ur röda armén plundrade byggnaden och hur hon själv tog upp en av de pälsar som låg på golvet och promenerade ut som en av de sista som fanns kvar i huset.
Röda armén fick tag på många av de inspelade avlyssningarna från bordellen vid krigsslutet.